# Der letzte Detektiv
Der letzte Detektiv (auch bekannt als: Jonas. Nur Jonas. Und Sam.) ist eine Science-Fiction-Krimi-Hörspielserie von Michael Koser, die insgesamt 42 Folgen umfasst und vom Bayerischen Rundfunk als Radiohörspiel produziert worden ist. 2008 wurde die Serie im Auftrag der Kanzlei Dr. Bahr mit den Folgen 41 und 42 abgeschlossen.

## Entstehung
Nachdem der Autor Michael Koser seit 1978 die Krimi-Hörspielserie Professor van Dusen für den Radiosender RIAS geschrieben hatte, wollte er im Frühjahr 1982 noch eine zweite Krimireihe auf dem Markt etablieren. Diese sollte sich deutlich von seiner ersten Krimireihe abheben und nicht in den ersten Jahren des 20. Jahrhunderts spielen, sondern in den Anfangsjahren des 21. Jahrhunderts. Ihm kam die Idee vom letzten Detektiv Jonas, der in der Metropole Babylon mit seinem treuen Weggefährten Sam, einem sprechenden Computer, lebt und Fälle löst (Sam nahm erst später konkrete Gestalt an). Dabei bevorzugte er es, eine düstere Zukunftsvision des 21. Jahrhunderts zu skizzieren, die „[…] nicht licht und utopisch sein würde, vielmehr finster und bedrohlich, chaotisch, absurd.“ Kosers erstes Exposé wurde vom damaligen Hörspiel-Chef des SFB Ulrich Gerhardt abgelehnt, worauf sich Koser an den Bayerischen Rundfunk wandte. Die Redakteure Dieter Hasselblatt und Erwin Weigel ließen sich überzeugen und gaben die ersten Hörspielskripte der Serie in Auftrag. Im Sommer 1983 schrieb Koser die erste Folge Testmarkt (Ursendung Oktober 1984) und binnen eines Jahres weitere drei Fortsetzungen.
Die Grundidee eines Detektivs im 21. Jahrhundert, der Whiskey mag, einen sprechenden Computer hat, in einer bedrohlich-finsteren Zukunft lebt und dort Fälle löst, entspricht den 1977 in der DDR erschienenen Geschichten Wer stiehlt schon Unterschenkel? von Gert Prokop. Wie Michael Koser fünf Jahre später auf die gleiche Idee kam, ist nicht bekannt.

## Handlung
Die Handlung spielt in einer zukunftsgezeichneten, fiktiven Welt der Jahre 2009 bis 2017. Jonas (Anrede „Jonas, nur Jonas“, geboren am 1. Mai 1967, 183 cm) lebt in der von Korruption und Verbrechen zerfressenen Metropole Babylon inmitten der Vereinigten Staaten von Europa als letzter Detektiv und unverbesserlicher Nostalgiker. Zusammen mit seinem hilfsbereiten wie enervierenden und höchst sprachbegabten Computer Sam löst er Fälle aus den Bereichen Wirtschaftskriminalität und Korruption, Umweltverschmutzung sowie der skrupellosen Ausbeutung der Unterschicht (z. B. durch Organhandel und Snuff-Filme).
Schon damals in den 1980er Jahren, den Anfangsjahren der Serie, hat der Autor Michael Koser den Euro als Währungseinheit eingeführt (damals noch als ECU bezeichnet). In Folge 2 Safari wird auch der Cent als Untereinheit erwähnt.

## Produktion
Der letzte Detektiv ist die erfolgreichste Hörspielserie des Bayerischen Rundfunks seit Dickie Dick Dickens in den 1950er-Jahren.
Zwei neue Folgen sind im Oktober und November 2008 erschienen. Diese wurden im Gegensatz zu den früheren öffentlich-rechtlichen Produktionen des Bayerischen Rundfunks aus privater Hand finanziert und als kostenloser Download ins Internet gestellt.

## Musik
Für die Hörspielserie wurde eine eigene Titelmusik in Auftrag gegeben, welche von Frank Duval komponiert wurde. Für die musikalische Untermalung der Handlung wurden im Wesentlichen Titel von Tangerine Dream verwendet. Immer wiederkehrend ist dabei der Titel "Rubycon", aber auch Titel wie "Le Parc" oder "Alpha Centauri" tauchen in der Serie auf. Ebenfalls zum Einsatz kamen Stücke von Booker T. & the M.G.’s, wie etwa der Song "Hip-Hug her".

## Literarische Einordnung und filmische Anmerkungen
Die Krimireihe zeichnet sich durch ihren schwarzen Humor aus. Dem Hörer wird vor Augen geführt, was unter dem Begriff Endzeitstimmung zu verstehen ist. Es werden Motive aus Filmen mit Humphrey Bogart wie Casablanca und aus Film-Noir-Titeln wie Die Spur des Falken aufgegriffen.
- Es lassen sich Parallelen ziehen zu Isaac Asimovs Buchreihe um Elijah Baley, einen zukünftigen Detektiv oder Polizeibeamten. Auch Arthur C. Clarkes Einzelband Die sieben Sonnen beleuchtet eine vordergründig ähnlich isolierte zukünftige Gesellschaft.
- Der Science-Fiction-Klassiker Blade Runner von Regisseur Ridley Scott (1982) mit Harrison Ford und Rutger Hauer spielt in einer ähnlichen dystopischen Zukunft. Der Film basiert auf dem Roman Träumen Androiden von elektrischen Schafen? von Philip K. Dick.
- Es gibt diverse Cyberpunk- und Cyberspace-Romane, welche ausgehend von den Umwälzungen in Wirtschaft und Computertechnik eine Welt beschreiben, die der von Jonas nicht ganz unähnlich ist.
- Klassiker des dystopischen Zukunftsbildes sind 1984 von George Orwell, Fahrenheit 451 von Ray Bradbury oder Schöne neue Welt von Aldous Huxley.
- Die Reihe versteht sich als humorvolle Fortsetzung der Schwarzen Serie, speziell mit Dashiell Hammett, Mickey Spillane und Raymond Chandler. Hierbei ähnelt sie etwas Dickie Dick Dickens oder Blacksad.

## Folgenindex
| Nr. | Titel             | Handlungszeit                              | Erstausstrahlung  |
| --- | ----------------- | ------------------------------------------ | ----------------- |
| 1   | Testmarkt         | 14. bis 16. März 2009                      | 11. Oktober 1984  |
| 2   | Safari            | 5. Juni 2009                               | 18. Oktober 1984  |
| 3   | Reservat          | 10. bis 12. August 2009                    | 15. November 1984 |
| 4   | Schlachthaus      | zwei bis drei Wochen ab 20. September 2009 | 22. November 1984 |
| 5   | Requiem           | 7. bis 10. November 2009                   | 10. Oktober 1985  |
| 6   | Kidnapper         | Mai 2010                                   | 17. Oktober 1985  |
| 7   | Schmiergeld       | 2. Juni 2010                               | 24. Oktober 1985  |
| 8   | Niemandsland      | 13. und 14. August 2010                    | 31. Oktober 1985  |
| 9   | Sündenbock        | September 2010                             | 9. Oktober 1986   |
| 10  | Todestour         | November 2010                              | 16. Oktober 1986  |
| 11  | Spielwiese        | 15. Februar 2011                           | 23. Oktober 1986  |
| 12  | Inselklau         | Mai 2011                                   | 30. Oktober 1986  |
| 13  | Megastar          | 12. Juli 2011                              | 12. Januar 1989   |
| 14  | Supernova         | 12. September 2011                         | 2. Februar 1989   |
| 15  | Schneewittchen    | Herbst 2011                                | 2. März 1989      |
| 16  | Störfalle         | 10. Januar 2012                            | 6. April 1989     |
| 17  | Eurodschungel     | 3. Mai 2012                                | 4. Oktober 1990   |
| 18  | Eurobaby          | 12. Juli 2012                              | 11. Oktober 1990  |
| 19  | Euromüll          | Juli 2012                                  | 18. Oktober 1990  |
| 20  | Euroblues         | August 2012                                | 25. Oktober 1990  |
| 21  | Attentat          | August 2012                                | 10. Oktober 1991  |
| 22  | Westfront         | Oktober 2012                               | 17. Oktober 1991  |
| 23  | Wunderland        | März 2013                                  | 24. Oktober 1991  |
| 24  | Paranoia          | April 2013                                 | 31. Oktober 1991  |
| 25  | Pharao            | Juni 2013                                  | 13. Januar 1994   |
| 26  | Nachtcafe         | Juli 2013                                  | 3. Februar 1994   |
| 27  | Strafkolonie      | Juli 2013                                  | 3. März 1994      |
| 28  | Ufo               | November 2013                              | 7. April 1994     |
| 29  | Weihnachtsmärchen | Dezember 2013                              | 7. September 1995 |
| 30  | Virtuella         | Februar 2014                               | 5. Oktober 1995   |
| 31  | Kopfjäger         | März 2014                                  | 9. November 1995  |
| 32  | Unterwelt         | Mai 2014                                   | 7. Dezember 1995  |
| 33  | Blackout          | Juli 2014                                  | 5. März 1998      |
| 34  | Drachentöter      | Oktober 2014                               | 19. März 1998     |
| 35  | Knochenarbeit     | April 2015                                 | 2. April 1998     |
| 36  | Invasion          | Sommer 2015                                | 16. April 1998    |
| 37  | Traumschiff       | 21. September 2015                         | 6. September 2001 |
| 38  | Totentanz         | Oktober 2015                               | 4. Oktober 2001   |
| 39  | Wildwest          | Februar 2016                               | 8. November 2001  |
| 40  | Mafia             | April 2016                                 | 6. Dezember 2001  |
| 41  | Comeback          | 30. Dezember 2016                          | 17. Oktober 2008  |
| 42  | Abgesang          | 1. Mai 2017                                | 1. November 2008  |